# Ballando alla luna di settembre
Ballando alla luna di settembre (Dancing at the Harvest Moon) è un film per la televisione del 2002 diretto da Bobby Roth.

## Trama
Maggie Webber è tradita dal marito dopo 25 anni di matrimonio. Ritorna nel luogo dove per la prima volta ha incontrato il suo primo amore e inizia una relazione amorosa con il figlio del suo ex-fidanzato.

## Distribuzione internazionale
- USA: 20 ottobre 2002
- Italia: 5 agosto 2004
- Francia: 28 febbraio 2005
- Finlandia: 1º luglio 2006